# Ашуг Асад
Ашуг Асад (азерб. Aşıq Əsəd), имя при рождении Асад Ахмед оглы Рзаев (1875, село Бёюк Каракоюн — 1950, Таузский район) — азербайджанский ашуг, ученик Ашуга Алескера.

## Биография
Известны стихи посвящённые революции («Ленин», «Великий Октябрь», «Азербайджан», «Новый мир», «Наше», «Да здравствует», «В Москве» и др.), любви («Эта красавица», «Сейчас», «Гюзеллеме», «Армянская девушка» и др.).
Участник Декады Азербайджанской литературы и искусства, прошедшей в 1938 году в Москве.
Был членом Союза писателей Азербайджана.

## Награды
- Орден «Знак Почёта»[1] (17.04.1938[2]) — за выдающиеся заслуги в деле развития азербайджанского оперного искусства, азербайджанской музыки, песни и танцев.